# 总苞草属
总苞草属（学名：Elytrophorus）是禾本科下的一个属，为一年生、直立草本植物。该属共有约4种，分布于热带非洲、亚洲和大洋洲。